# Zoë Më
Zoë Kressler, dite Zoë Më, est une autrice-compositrice-interprète et pianiste suisse, née le 6 octobre 2000 à Bâle.
Elle représente la Suisse au Concours Eurovision de la chanson 2025 avec le titre Voyage.

## Biographie
Née à Bâle, Zoë Kressler vit quelques années en Allemagne puis sa famille aménage de nouveau en Suisse, à Fribourg, en 2009. À l'âge de 10 ans, elle commence à écrire ses propres chansons. Elle développe un style pop, reconnu pour sa poésie, qui mélange l'allemand et le français.
En 2018, elle est membre de la première génération de l'académie de La Gustav, qui encourage et accompagne les jeunes talents musicaux suisses, aux côtés de Gjon's Tears notamment.
En 2024, elle remporte le prix Artiste Radar de la RTS et le prix SRF 3 du meilleur talent, comme Nemo avant elle. Elle se produit notamment au Montreux Jazz Festival et au Lucerne Live. Elle assure à plusieurs reprises la première partie d'artistes comme Remo Forrer et Joya Marleen.
Elle a également joué au volley-ball jusqu'en première division suisse.

### Concours Eurovision de la chanson 2025
Le 5 mars 2025, la Société suisse de radiodiffusion et télévision (SRG SSR) annonce que Zoë Më représentera la Suisse au Concours Eurovision de la chanson 2025 organisé à Bâle, sa ville natale. Le 10 mars 2025, Zoë Më dévoile sa chanson, Voyage. Un clip est publié le jour même.

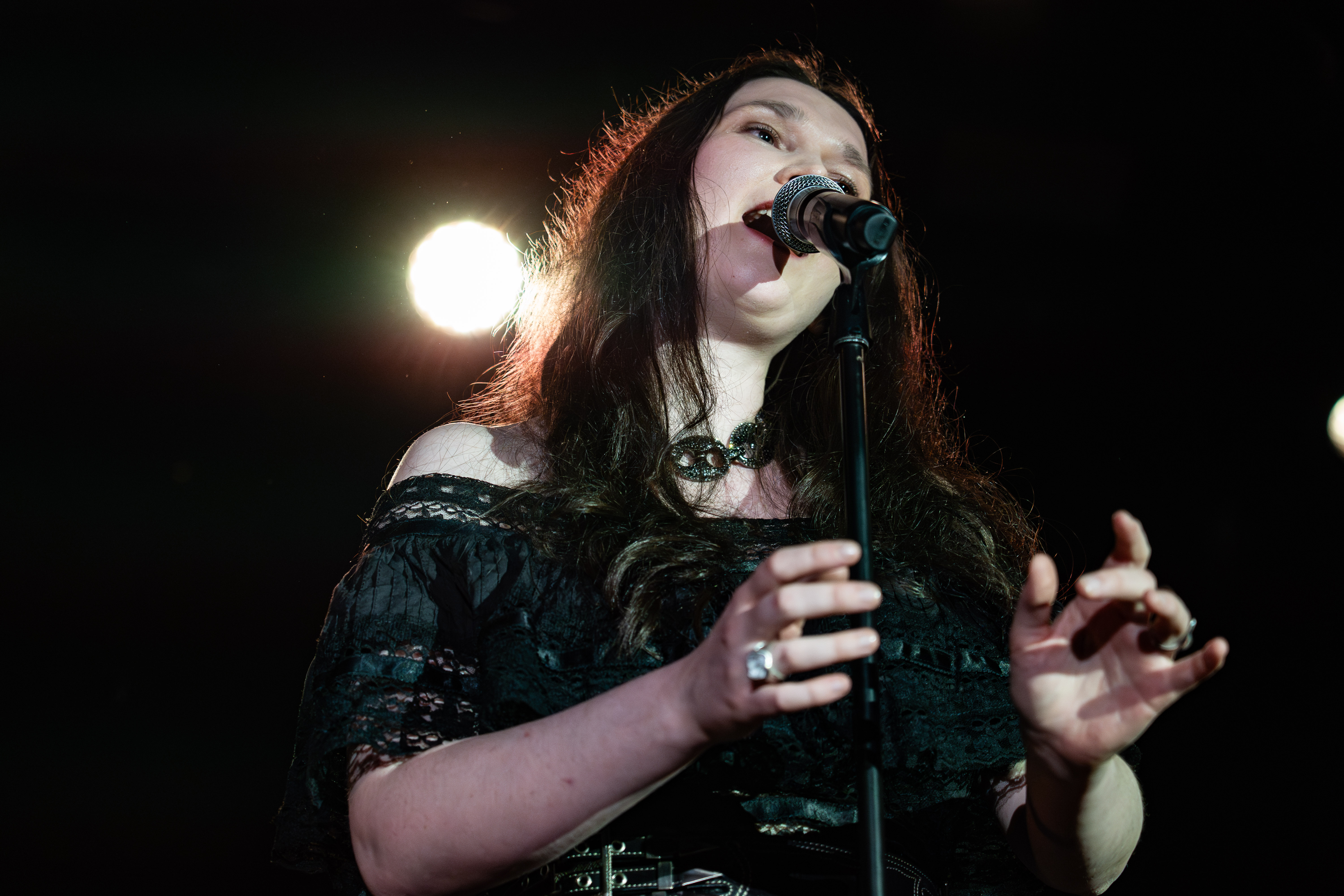
Zoë Më sur scène en avril 2025

Puisque la Suisse a remporté l'édition 2024 avec la victoire de Nemo et qu'elle accueille le concours, Zoë Më est automatiquement qualifiée pour la grande finale, qui a lieu le 17 mai 2025. Avant la soirée, en marge du concours principal, elle reçoit le prix Marcel-Bezençon de la meilleure composition pour son titre.
Sur scène, Zoë Më est filmée par une seule et unique caméra, ce qui est une première dans l'histoire de l'Eurovision[réf. nécessaire]. À l’issue du vote des jurys nationaux des 37 pays participants, elle se classe provisoirement à la deuxième position, totalisant 214 points, derrière le candidat autrichien JJ, futur lauréat du concours, qui obtient 258 points. Sur les 37 jurys, 31 lui accordent des points, dont trois le maximum de 12 points (Pologne, Espagne et Estonie). Toutefois, la phase de vote du public, représentant 50% des voix, ne lui attribue aucun point. En conséquence, Zoë Më rétrograde à la dixième place du classement général.

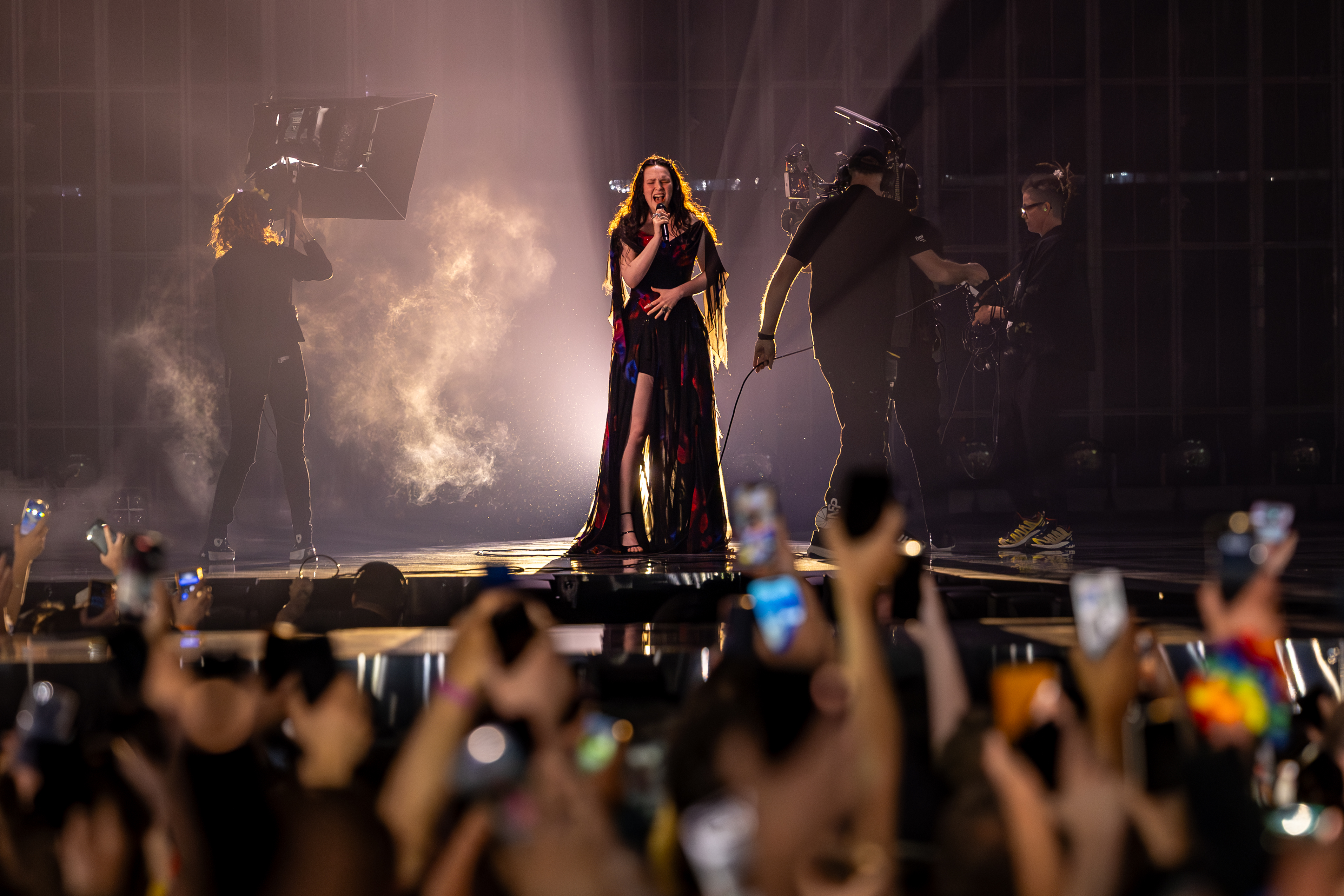
Zoë Më pendant sa performance à l’Eurovision.

## Discographie

### EP
- 2024 : Le Loup
- 2024 : Dorienne Gris

### Singles
- 2018 : Bärenbrüder
- 2019 : Endlose Strasse (avec Pablo)
- 2020 : Itsuko
- 2020 : Aimée
- 2020 : Fallende Tänzer
- 2020 : Kartenhaus
- 2021 : Das Lied der Leichtigkeit
- 2023 : Ok
- 2023 : Lied ohne Ende
- 2024 : Liste des Interdits
- 2024 : Overdose
- 2025 : Voyage
- 2025 : Million de Mois